# The Sims Medeltiden
The Sims Medeltiden är ett fristående datorspel i The Sims-serien utvecklat och utgivet Electronic Arts till Microsoft Windows och Macintosh. Spelet släpptes den 22 mars 2011. Som titeln lyder så utspelas spelet under medeltiden, där spelarens sim kan bygga ett eget kungarike.

## Spelsätt
I The Sims Medeltiden fokuserar man på tillväxten av ett litet rike, som befolkas av ett fåtal simmar. Det ger vissa begränsningar för den fria spelaren eftersom varje spel med en sim är utformat för att uppfylla simmens ambitioner och är uppdelat i enskilda uppdrag, där spelaren styr en, två eller tre spelbara "hjältar" som bor i sina egna hem. Spelarens sim måste ta hand om riket inom 4 aspekter: hälsa (invånarnas hälsa), säkerhet (säkerhet och stabilitet inom riket), kultur (konst och religion) och kunskap (utbildningsnivå inom riket.) Det finns 10 spelbara hjältekaraktärer att välja på och man kan välja vilken byggnad de ska bo i samt anpassa deras utseende och personlighet. 
Dessa är:
- Monarken (Kungen eller Drottningen) Bor i tronrummet och tar hand om det politiska i kungadömet.
- Riddaren Den främsta försvararen i kungadömet. När man köper riddarens baracker får man även en krigsarmé och en träningsgård.
- Spionen Den har ett visst ansvar för samhällets försvar, men de ska även sprida kunskap. De är experter på att smyga, tillverka gifter m.m. Om det behövs kan de även slåss med svärd utan rustning.
- Trollkarlen Den främst lärda i kungadömet. Trollkarlen kan memorera trollformler och är lojal mot Doktorn.
- Doktorn Den främsta hälsopersonen i kungadömet och har ansvar för simmarnas hälsa. Den har ett operationsbord där den åderlåter för att sedan kunna behandla simmarna.
- Smed Den tillverkar svärd och rustningar till monarken och riddaren. Den tillverkar även rustningar till kungarikets armé.
- Handelsman Den byteshandlar med kungarikets allierade.
- Simonitprästen Den sprider Simons lära vidare till simmarna. En lära som säger att man måste följa en mängd regler mot att leva ett rikt liv.
- Petrusprästen Den sprider Petrus lära vidare till simmarna. En lära som säger att man bara behöver vara snäll mot andra så blir allt bra. De lever mycket fattigt.

Spelaren kan uppfylla olika uppdrag i riket, som genomförs med hjälp av rikets hjältar. Till exempel kan spelaren använda en trollkarl och en läkare tillsammans för att utföra ett uppdrag och en riddare och spion i ett annat. Spelaren får välja hur hjältarna ska genomföra uppdraget. Vid slutförandet av ett uppdrag ökar en eller flera av rikets aspekter, vilket gör att spelaren kan köpa nya byggnader för sina hjältar. Spelaren kan anpassa inredningen i byggnaderna, men man kan inte förändra strukturen eller formen på dem.
Till skillnad från resten av serien, med undantag från The Sims, går simmarna inte igenom olika livsfaser. Simmarna kan ha en familj, men familjemedlemmarna är inte spelbara och barnen kan aldrig växa upp. Om inte hjältesimmen råkar dö, då kan barnet ta hjältesimmens plats.

## Expansioner
Hittills har en expansion till spelet släppts, The Sims Medeltiden: Pirater och adel. Expansionen låter spelarna anta nya uppdrag och få tillgång till många nya föremål. Spelets lanseringsdatum i Sverige var 1 september 2011. 